# EARTHSHAKER (1983年のアルバム)
『EARTHSHAKER』（アースシェイカー）は、EARTHSHAKERの1枚目のオリジナル・アルバム。

## 概要
EARTHSHAKERのデビューアルバム。
プロデュースは、音楽評論家の伊藤政則が手がけた。
5曲目の『DARK ANGEL(ANIKALS)』は「アイアン・メイデン」のギタリスト・エイドリアン・スミスの提供曲。
1992年には、本作と同様に、バンド名がアルバムのタイトルとなった『EARTHSHAKER』がリリースされた。
2007年3月7日には、廉価盤として再発売した。
2010年10月6日には、メンバー立会いのもと、リマスタリングを行い、1983年のミニ・アルバム『BLONDIE GIRL』の収録曲をボーナス・トラックとして追加し、SHM-CD仕様で再発売した。
2017年11月8日には、Blu-spec CD仕様で再発売した。

## 収録曲
（全作詞（特記以外）：西田昌史、全作曲（特記以外）：石原慎一郎）
1. EARTHSHAKER
2. WALL
  - 作曲：甲斐貴之
3. 412
4. I FEEL ALL SADNESS
  - 作曲：西田昌史
5. DARK ANGEL(ANIKALS)
  - 作詞・作曲：エイドリアン・スミス（日本語詩：西田昌史）
6. MARIONETTE
7. CHILDREN'S DREAM
  - 作曲：西田昌史
8. TIME IS GOING
9. 夢の果てを
10. BLONDIE GIRL※2010年盤のみ
  - 作曲：西田昌史
11. I NEED THE WOMAN※2010年盤のみ
12. EARTHSHAKER (LIVE)※2010年盤のみ
13. MARIONETTE (LIVE)※2010年盤のみ